# Atkár
Atkár è un comune dell'Ungheria di 1.681 abitanti (dati 2001). È situato nella contea di Heves.